# Bourreria pulchra
Bourreria pulchra är en strävbladig växtart som beskrevs av Charles Frederick Millspaugh och Greenman. Bourreria pulchra ingår i släktet Bourreria och familjen strävbladiga växter. Inga underarter finns listade i Catalogue of Life.